# Nicolaas Govert de Bruijn

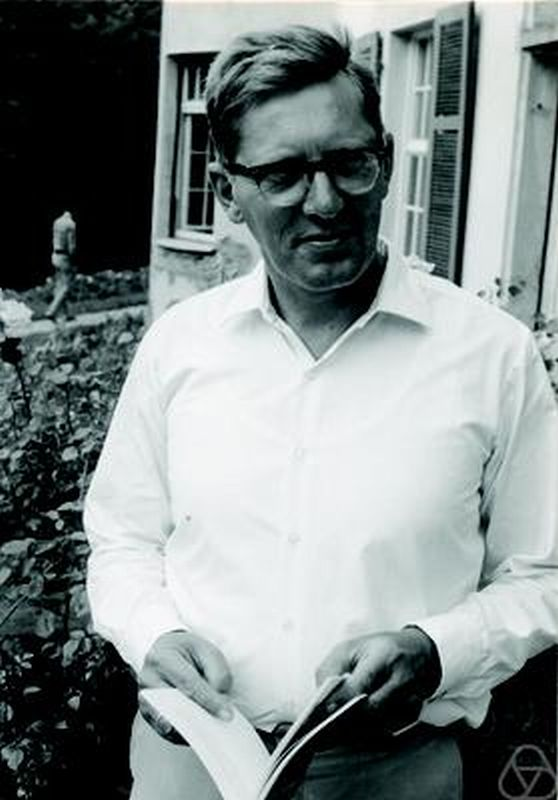
Nicolaas Govert de Bruijn in de jaren zestig in Oberwolfach

Nicolaas Govert (Dick) de Bruijn ('s-Gravenhage, 9 juli 1918 - Nuenen, 17 februari 2012) was een Nederlandse wiskundige en informaticus. Gedurende zijn loopbaan heeft hij belangrijke bijdragen geleverd aan de formele talentheorie en met name aan de taal van de wiskunde.

## Loopbaan
De Bruijn groeide op in Den Haag, waar hij de lagere en middelbare school doorliep. Hij studeerde wiskunde aan de Rijksuniversiteit Leiden van 1936 tot 1941. Zijn doctoraalexamen behaalde hij aan de Vrije Universiteit Amsterdam en hij promoveerde op 26 maart 1943 aan dezelfde universiteit in de algebraïsche getaltheorie, met een dissertatie over modulaire vormen in meerdere variabelen.
Gedurende zijn vroege loopbaan gaf De Bruijn les aan de Technische Universiteit Delft en de Universiteit van Amsterdam en was hij een paar jaar onderzoeker bij het Philips Natuurkundig Laboratorium.
In 1957 werd hij benoemd tot lid van de Koninklijke Nederlandse Akademie van Wetenschappen. In 1960 werd hij aangesteld als hoogleraar aan de wiskundefaculteit van de Technische Universiteit Eindhoven. Het was daar dat hij in 1967 begon aan het Automathproject. In 1984 ging hij met emeritaat. In 1988 werd hij benoemd tot erelid van het Koninklijk Wiskundig Genootschap, een vereniging waarvan hij in 1958 en 1959 voorzitter was.

## Werk
De Bruijn was op verscheidene gebieden binnen de wiskunde en informatica actief. Hij is vooral bekend door de De Bruijn-rij. Daarnaast is hij gedeeltelijk verantwoordelijk voor de De Bruijn-Newman-constante, de stelling van De Bruijn–Erdős en de BEST-stelling. Hij schreef een van de standaardwerken op het gebied van de gevorderde asymptotische analyse (De Bruijn, 1958). De Bruijn werkte ook aan de theorie van de Penrose-betegelingen. Tevens introduceerde hij de naam multiset voor de verzameling, waar leden die er deel van uitmaken, meer dan één keer in kunnen voorkomen.
Vanaf het eind van de jaren zestig richtte De Bruijn zich met het ontwerp van de taal Automath op de diepere bestudering van de structuur en betekenis van de wiskundige notatie, de zogeheten taal van de wiskunde. Uiteindelijk doel was het opleveren van een systeem (een computerprogramma) dat automatisch de correctheid van wiskundige bewijzen zou kunnen verifiëren.
Zijn activiteiten aan en rond Automath verleenden De Bruijn een bijzondere reputatie als wiskundige, gelijk in statuur aan mensen als Henk Barendregt en Edsger Dijkstra. Een aantal van zijn promovendi zijn nog altijd vooraanstaande onderzoekers binnen de formele talentheorie. De Bruijn bleef tot aan het einde van het project bij Automath betrokken.

## Dochter
De voormalige televisiepresentatrice Judith de Bruijn is de dochter van De Bruijn.